# IV Mistrzostwa Świata w Lataniu Rajdowym
IV Mistrzostwa Świata w Lataniu Rajdowym – zawody lotnicze, organizowane w dniach 29 czerwca – 1 lipca 1984 we Włoszech, z ramienia Międzynarodowej Federacji Lotniczej (FAI). Srebrny medal indywidualnie i zespołowo zdobyli na nich zawodnicy polscy.

## Wyniki

### Indywidualnie
| #  | Pilot / nawigator    | Państwo         | Samolot        | Liczba punktów |
| 1. | Luigi Ferri / ?      | Włochy          | ?              | ?              |
| 2. | Witold Świadek / ?   | Polska          | PZL-104 Wilga) | ?              |
| 3. | David Wooldridge / ? | Wielka Brytania | ?              | ?              |

### Zespołowo
1. Włochy
2. Polska
3. RFN